# Штурово
Шту́рово (словац. Štúrovo, нем. Gockern, венг. Párkány) — город в западной Словакии на Дунае. На южном берегу Дуная располагается венгерский город Эстергом, с которым Штурово соединяет мост Марии Валерии.
Население — около 10,5 тыс. человек, преимущественно венгры.

## История
Окрестности Штурова были важным дунайским бродом Анавум ещё в римские времена. В IX веке сюда пришли венгерские племена и заложили поселение Какат, которое впервые упоминается в 1075 году. В 1189 году в городе останавливался со своим войском Фридрих I Барбаросса, который направлялся в Палестину. 
В 1541 году турки захватили Буду, и так Штурово стал пограничным городом. В 1683 году здесь Ян III Собеский разбил турецкую армию (см. Битва под Парканами). В 1740 году императрица Мария Терезия предоставила Штурову городские права. В 1850 году проложена железная дорога Вена-Будапешт. Переименован в 1948 году в честь Людовита Штура.

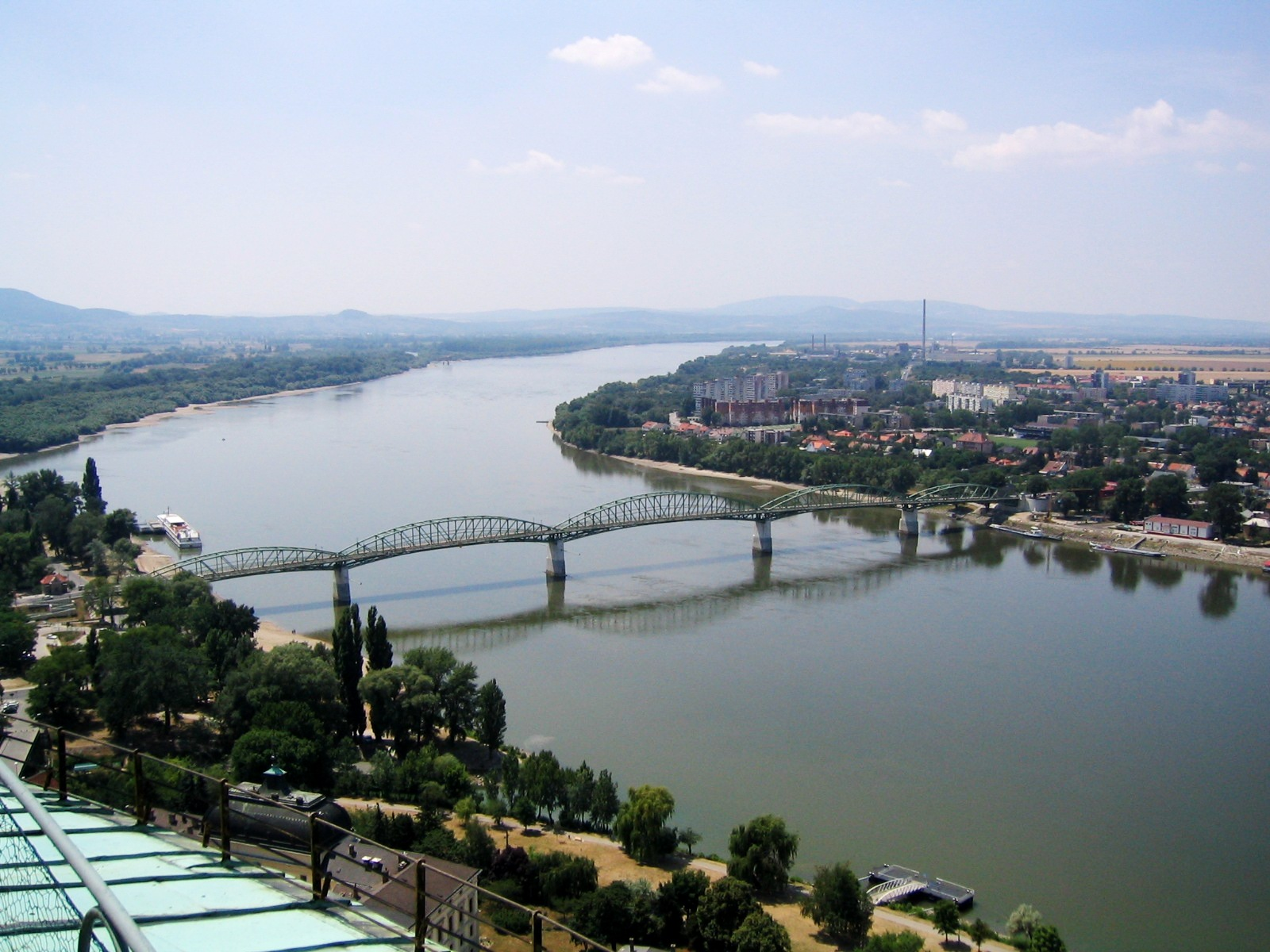
Вид на Штурово и мост Марии Валерии из Эстергома

## Население
| Год:                | 1994   | 2004     | 2014    | 2024     |
| ------------------- | ------ | -------- | ------- | -------- |
| Количество человек: | 13 512 | 11 290   | 10 568  | 9322     |
| Разница:            |        | −16,44 % | −6,39 % | −11,79 % |

## Города-побратимы
- Бараолт, Румыния
- Брунталь, Чехия
- Кастелларано, Италия
- Клобуцк, Польша
- Нови-Сад, Сербия
- Эстергом, Венгрия

## Достопримечательности
- Костёл Св. Имриха.

## Климат
Штурово и окрестности являются самым тёплым местом в Словакии. Среднегодовая температура здесь +10,8 C°.

## Туризм
Через Штурово проходит Тропа Султана — туристический пешеходный маршрут, начинающийся в Вене и заканчивающийся в Стамбуле. Проходит через территории Австрии, Словакии, Венгрии, Хорватии, Сербии, Румынии, Болгарии, Греции (Восточная Македония и Фракия) и Турции.